# هوغليفا
هوغليفا (بالإنجليزية: Hogleifa)‏ هو أحد جبال سلسلة جبال الألب البرنية وجزء من القمة الأم Wilerhorn يقع في كانتون فاليز، سويسرا. يبلغ ارتفاع الجبل حوالي 3278 متر، بينما يبلغ ارتفاع نتوء الجبل 151 متر.